# I Heard It through the Grapevine
"I Heard It through the Grapevine" is een nummer geschreven door Norman Whitfield en Barrett Strong. Het nummer werd voor het eerst uitgebracht door Gladys Knight & the Pips in 1967. In 1966 was het al opgenomen door The Miracles, maar deze versie werd pas in 1968 uitgebracht. In 1968 werd het nummer tevens opgenomen door Marvin Gaye, die het op zijn album In the Groove zette. Op 30 oktober van dat jaar werd het nummer uitgebracht als de derde single van het album. In 1970 werd het nummer uitgebracht door Creedence Clearwater Revival op hun album Cosmo's Factory, maar pas nadat de groep uit elkaar was gegaan werd het in 1973 in Nederland en Vlaanderen en in 1976 in de Verenigde Staten uitgebracht als single.

## Achtergrond
De tekst van "I Heard It through the Grapevine" gaat over de gevoelens van de zanger wanneer hij hoort dat zijn vriendin vreemdgaat. Hij komt hier indirect achter door een doorverteld gerucht oftewel "through the grapevine". Barrett Strong kreeg het idee voor het nummer terwijl hij over de Michigan Avenue in Chicago liep. Het viel hem op dat de mensen altijd zeiden "I heard it through the grapevine" (ik hoorde het door de wijnstok). Deze uitdrukking wordt geassocieerd met zwarte slaven tijdens de Amerikaanse burgeroorlog, die met de wijnstok hun eigen vorm van telegrafie hadden.
Producer Norman Whitfield nam "I Heard It through the Grapevine" op met meerdere Motown-artiesten. The Miracles namen het nummer op 6 augustus 1966 op, maar werd niet uitgebracht als single vanwege de veto van Motown-baas Berry Gordy, die een sterkere single wilde. Hun versie werd in 1968 uitgebracht op het album Special Occasion. Marvin Gaye nam het nummer op tussen 3 februari en 10 april 1967, maar kreeg ook geen toestemming van Gordy om te worden uitgebracht op single. In 1968 werd het wel op het album In the Groove uitgebracht.
Later in 1967 werd het nummer opgenomen door Gladys Knight & the Pips in een sneller tempo, wat door Gordy wel toestemming kreeg om op single te worden uitgebracht. In 1968 namen Bobby Taylor & the Vancouvers, gebaseerd op de hit van Knight, het nummer op, maar nadat zij de versie van Gaye hoorden, bedachten zij zich dat zij de verkeerde keuze hadden gemaakt. In 1969 werd het nummer opgenomen door The Temptations voor hun album Cloud Nine. In 1971 nam The Undisputed Truth het nummer op in de stijl van Gaye, net zoals Bettye LaVette dit in 1982 deed.

## Single-uitgaven
De versie van Gladys Knight & the Pips werd op 28 september 1967 uitgebracht als single. Ondanks de weinige steun van Motown om "I Heard It through the Grapevine" te promoten, werd het veel gedraaid door de Amerikaanse radiozenders en behaalde het de tweede plaats in de Billboard Hot 100, terwijl in de r&b-lijst de eerste plaats werd behaald. Vervolgens wilde Whitfield dat Gordy de versie van Gaye ook uit zou brengen als single, maar Gordy wilde dit niet na de hit voor Knight.
Nadat de versie van Gaye op zijn album werd uitgebracht, werd het een radiohit en besloot Gordy dat de dj's "het zo vaak draaiden dat we het wel uit moesten brengen als single". Op 30 oktober 1968 verscheen de single van Gaye en behaalde de nummer 1-positie in de Billboard Hot 100, waar het zeven weken bleef staan. Ook kwam het op de eerste plaats van de r&b-lijst, terwijl in het Verenigd Koninkrijk ook de hoogste positie werd behaald. In Nederland behaalde deze single de 25e plaats in de Top 40 Uiteindelijk was het twintig maanden lang de best verkochte Motown-single.
In 1985, een jaar na het overlijden van Gaye, werd het nummer gebruikt in een commercial van Levi's, waarop het opnieuw op single werd uitgebracht. In Nederland overtrof het de oorspronkelijke release met een achttiende plaats in de Top 40. Ook in Vlaanderen was het nummer voor het eerst genoteerd in de hitlijsten met een achttiende plaats in de Ultratop 50.

## Waardering
"I Heard It through the Grapevine" wordt in de versie van Gaye beschouwd als een klassieker binnen het soulgenre. In 2004 zette het tijdschrift Rolling Stone het nummer op de tachtigste plaats in hun lijst The 500 Greatest Songs of All Time; in de versie uit 2010 zakte het een plaats. In 2008 stond het nummer op plaats 65 in de lijst van de grootste hits in de Billboard Hot 100 ooit. Tevens is het opgenomen in de Grammy Hall of Fame vanwege de "historische, artistieke en significante" waarde.

## Covers
In 1970 werd "I Heard It through the Grapevine" gecoverd door Creedence Clearwater Revival, die een versie van elf minuten opnamen voor hun album Cosmo's Factory. Pas nadat de band in 1972 uit elkaar was gegaan werd het nummer op single uitgebracht. In 1973 kwam het uit in Nederland en Vlaanderen, maar het haalde alleen de Nederlandse Top 40 met een dertiende plaats; in de Daverende Dertig deed het nummer het met een tiende plaats nog iets beter. In 1976 kwam de single uit in Noord-Amerika, waar het in de Verenigde Staten op de 43e plaats terechtkwam, terwijl het in Canada plaats 76 haalde. Funkartiest Roger Troutman nam een versie van elf minuten op voor zijn album The Many Facets of Roger uit 1981 en behaalde, net als Knight en Gaye, de eerste plaats van de r&b-lijst. In de Billboard Hot 100 kwam het niet verder dan de 79e plaats. In 1998 gebruikte Queen Latifah de muziek als basis van haar single Paper van het album Order in the Court.

## Media
"I Heard It through the Grapevine" is tweemaal gebruikt in commercials, waarbij sessiemuzikanten de stijl van Gaye nabootsen. In 1985 bracht Levi's een commercial uit met model Nick Kamen. Tony Jackson, achtergrondzanger van Paul Young, zong het nummer in, met P.P. Arnold als achtergrondzangeres. Als gevolg van deze reclame werd de single van Gaye opnieuw uitgebracht in een aantal landen. In 1986 werd het nummer gezongen door Buddy Miles als de klei-animatiegroep The California Raisins. Verder werd de versie van Gaye gebruikt in de openingsscène van de film The Big Chill uit 1983.

## Hitnoteringen

### Marvin Gaye

#### Nederlandse Top 40
| Hitnotering week 1 t/m 7: 18-01-1969 t/m 01-03-1969 Hitnotering week 8 t/m 13: 07-06-1986 t/m 12-07-1986 | Hitnotering week 1 t/m 7: 18-01-1969 t/m 01-03-1969 Hitnotering week 8 t/m 13: 07-06-1986 t/m 12-07-1986 | Hitnotering week 1 t/m 7: 18-01-1969 t/m 01-03-1969 Hitnotering week 8 t/m 13: 07-06-1986 t/m 12-07-1986 | Hitnotering week 1 t/m 7: 18-01-1969 t/m 01-03-1969 Hitnotering week 8 t/m 13: 07-06-1986 t/m 12-07-1986 | Hitnotering week 1 t/m 7: 18-01-1969 t/m 01-03-1969 Hitnotering week 8 t/m 13: 07-06-1986 t/m 12-07-1986 | Hitnotering week 1 t/m 7: 18-01-1969 t/m 01-03-1969 Hitnotering week 8 t/m 13: 07-06-1986 t/m 12-07-1986 | Hitnotering week 1 t/m 7: 18-01-1969 t/m 01-03-1969 Hitnotering week 8 t/m 13: 07-06-1986 t/m 12-07-1986 | Hitnotering week 1 t/m 7: 18-01-1969 t/m 01-03-1969 Hitnotering week 8 t/m 13: 07-06-1986 t/m 12-07-1986 | Hitnotering week 1 t/m 7: 18-01-1969 t/m 01-03-1969 Hitnotering week 8 t/m 13: 07-06-1986 t/m 12-07-1986 | Hitnotering week 1 t/m 7: 18-01-1969 t/m 01-03-1969 Hitnotering week 8 t/m 13: 07-06-1986 t/m 12-07-1986 | Hitnotering week 1 t/m 7: 18-01-1969 t/m 01-03-1969 Hitnotering week 8 t/m 13: 07-06-1986 t/m 12-07-1986 | Hitnotering week 1 t/m 7: 18-01-1969 t/m 01-03-1969 Hitnotering week 8 t/m 13: 07-06-1986 t/m 12-07-1986 | Hitnotering week 1 t/m 7: 18-01-1969 t/m 01-03-1969 Hitnotering week 8 t/m 13: 07-06-1986 t/m 12-07-1986 | Hitnotering week 1 t/m 7: 18-01-1969 t/m 01-03-1969 Hitnotering week 8 t/m 13: 07-06-1986 t/m 12-07-1986 | Hitnotering week 1 t/m 7: 18-01-1969 t/m 01-03-1969 Hitnotering week 8 t/m 13: 07-06-1986 t/m 12-07-1986 | Hitnotering week 1 t/m 7: 18-01-1969 t/m 01-03-1969 Hitnotering week 8 t/m 13: 07-06-1986 t/m 12-07-1986 |
| Week | 1 | 2 | 3 | 4 | 5 | 6 | 7 | | 8 | 9 | 10 | 11 | 12 | 13 | |
| --- | --- | --- | --- | --- | --- | --- | --- | --- | --- | --- | --- | --- | --- | --- | --- |
| Positie                                                                                                  | 33 | 28 | 33 | 27 | 25 | 33 | 36 | uit | 28 | 22 | 18 | 18 | 26 | 40 | uit |

#### Nationale Hitparade
| Hitnotering: 31-05-1986 t/m 05-07-1986 | Hitnotering: 31-05-1986 t/m 05-07-1986 | Hitnotering: 31-05-1986 t/m 05-07-1986 | Hitnotering: 31-05-1986 t/m 05-07-1986 | Hitnotering: 31-05-1986 t/m 05-07-1986 | Hitnotering: 31-05-1986 t/m 05-07-1986 | Hitnotering: 31-05-1986 t/m 05-07-1986 | Hitnotering: 31-05-1986 t/m 05-07-1986 |
| Week                                   | 1                                      | 2                                      | 3                                      | 4                                      | 5                                      | 6                                      |                                        |
| -------------------------------------- | -------------------------------------- | -------------------------------------- | -------------------------------------- | -------------------------------------- | -------------------------------------- | -------------------------------------- | -------------------------------------- |
| Positie                                | 33                                     | 23                                     | 30                                     | 25                                     | 37                                     | 48                                     | uit                                    |

#### NPO Radio 2 Top 2000
| Nummer met noteringen in de NPO Radio 2 Top 2000 | '99 | '00 | '01 | '02 | '03 | '04 | '05 | '06 | '07 | '08 | '09 | '10 | '11 | '12 | '13 | '14 | '15 | '16 | '17 | '18 | '19  | '20  | '21  | '22  | '23  | '24  |
| ------------------------------------------------ | --- | --- | --- | --- | --- | --- | --- | --- | --- | --- | --- | --- | --- | --- | --- | --- | --- | --- | --- | --- | ---- | ---- | ---- | ---- | ---- | ---- |
| I Heard It Through the Grapevine                 | 583 | 859 | 726 | 840 | 837 | 579 | 823 | 714 | 924 | 743 | 675 | 710 | 515 | 653 | 488 | 518 | 790 | 895 | 826 | 932 | 1230 | 1260 | 1316 | 1541 | 1634 | 1755 |

1. ↑  Een vetgedrukt getal geeft de hoogste notering aan.

### Creedence Clearwater Revival

#### Nederlandse Top 40
| Hitnotering: 08-09-1973 t/m 06-10-1973 | Hitnotering: 08-09-1973 t/m 06-10-1973 | Hitnotering: 08-09-1973 t/m 06-10-1973 | Hitnotering: 08-09-1973 t/m 06-10-1973 | Hitnotering: 08-09-1973 t/m 06-10-1973 | Hitnotering: 08-09-1973 t/m 06-10-1973 | Hitnotering: 08-09-1973 t/m 06-10-1973 |
| Week                                   | 1                                      | 2                                      | 3                                      | 4                                      | 5                                      |                                        |
| -------------------------------------- | -------------------------------------- | -------------------------------------- | -------------------------------------- | -------------------------------------- | -------------------------------------- | -------------------------------------- |
| Positie                                | 26                                     | 15                                     | 13                                     | 20                                     | 32                                     | uit                                    |

#### Daverende Dertig
| Hitnotering: 08-09-1973 t/m 29-09-1973 | Hitnotering: 08-09-1973 t/m 29-09-1973 | Hitnotering: 08-09-1973 t/m 29-09-1973 | Hitnotering: 08-09-1973 t/m 29-09-1973 | Hitnotering: 08-09-1973 t/m 29-09-1973 | Hitnotering: 08-09-1973 t/m 29-09-1973 |
| Week                                   | 1                                      | 2                                      | 3                                      | 4                                      |                                        |
| -------------------------------------- | -------------------------------------- | -------------------------------------- | -------------------------------------- | -------------------------------------- | -------------------------------------- |
| Positie                                | 23                                     | 11                                     | 10                                     | 22                                     | uit                                    |

#### NPO Radio 2 Top 2000
| Nummer met noteringen in de NPO Radio 2 Top 2000 | '99 | '00 | '01 | '02 | '03 | '04 | '05 | '06 | '07 | '08 | '09 | '10 | '11 | '12 | '13 | '14 | '15 | '16 | '17 | '18 | '19  | '20 | '21 | '22  | '23  | '24  |
| ------------------------------------------------ | --- | --- | --- | --- | --- | --- | --- | --- | --- | --- | --- | --- | --- | --- | --- | --- | --- | --- | --- | --- | ---- | --- | --- | ---- | ---- | ---- |
| I Heard It Through the Grapevine                 | 505 | 261 | 269 | 434 | 606 | 416 | 466 | 535 | 467 | 467 | 463 | 421 | 496 | 682 | 547 | 697 | 751 | 902 | 887 | 972 | 1000 | 932 | 888 | 1060 | 1120 | 1135 |

1. ↑  Een vetgedrukt getal geeft de hoogste notering aan.